# Сьюдад-Гуаяна
Сьюдад-Гуаяна (ісп. Ciudad Guayana) — місто на північному сході Венесуели, штат Болівар. Сьюдад-Гуаяна - найбільше місто штату, в ньому проживає близько половини його населення.

## Географія
Місто розташоване на правому березі річки Ориноко, при впадінні в неї Кароні, за 220 км від її гирла, за 110 км нижче за течією від міста Сьюдад-Болівар, на кордоні зі штатами Дельта-Амакуро та Ансоатегі.

### Клімат
Місто знаходиться у зоні, котра характеризується кліматом тропічних саван. Найтепліший місяць — квітень із середньою температурою 28 °C (82.4 °F). Найхолодніший місяць — січень, із середньою температурою 26.1 °С (79 °F).
| Клімат Сьюдад-Гуаяни    | Клімат Сьюдад-Гуаяни | Клімат Сьюдад-Гуаяни | Клімат Сьюдад-Гуаяни | Клімат Сьюдад-Гуаяни | Клімат Сьюдад-Гуаяни | Клімат Сьюдад-Гуаяни | Клімат Сьюдад-Гуаяни | Клімат Сьюдад-Гуаяни | Клімат Сьюдад-Гуаяни | Клімат Сьюдад-Гуаяни | Клімат Сьюдад-Гуаяни | Клімат Сьюдад-Гуаяни | Клімат Сьюдад-Гуаяни |
| Показник                | Січ.                 | Лют.                 | Бер.                 | Квіт.                | Трав.                | Черв.                | Лип.                 | Серп.                | Вер.                 | Жовт.                | Лист.                | Груд.                | Рік                  |
| Середня температура, °C | 26,1                 | 26,5                 | 27,3                 | 28                   | 27,9                 | 27                   | 26,7                 | 27,1                 | 27,5                 | 27,7                 | 27,2                 | 26,3                 | 27,1                 |
| Норма опадів, мм        | 48.6                 | 24.6                 | 24.2                 | 30.5                 | 100.3                | 196                  | 185.4                | 152.7                | 87.3                 | 75.1                 | 77.6                 | 82.1                 | 1084.4               |
| Днів з опадами          | 13,4                 | 8                    | 6,9                  | 7,2                  | 13,8                 | 20,3                 | 20,7                 | 18,1                 | 11,5                 | 10,6                 | 12,8                 | 14,7                 | 158                  |
| Вологість повітря, %    | 76.8                 | 72.4                 | 68.3                 | 69.4                 | 73.9                 | 81.4                 | 81.2                 | 80.4                 | 77.1                 | 75.8                 | 78                   | 79.5                 | 76.2                 |
| ----------------------- | -------------------- | -------------------- | -------------------- | -------------------- | -------------------- | -------------------- | -------------------- | -------------------- | -------------------- | -------------------- | -------------------- | -------------------- | -------------------- |
| Джерело: Weatherbase    |                      |                      |                      |                      |                      |                      |                      |                      |                      |                      |                      |                      |                      |

## Історія
Перша назва міста Санто-Томе-де-Гуаяна (Santo Tomé de Guayana). Місто засноване у 1961 році як новий промисловий центр на півночі багатого ресурсами регіону Гвіанське плоскогір'я. Розвиток міста пов'язаний з будівництвом великої греблі і гідроелектростанції Гурі на річці Кароні за 70 км на південь від міста, що дає більше половини електроенергії Венесуели. 

## Економіка
Великий річковий порт, аеропорт.
У місті розташовані два алюмінієвих заводи, виробництво сталі, підприємства машинобудування. У районі - видобуток золота, бокситів, ліси.